# Palladium op koolstof
Palladium op koolstof (ook wel aangeduid met Pd/C) is een veelgebruikte palladiumkatalysator. Het wordt voornamelijk gebruikt in de organische chemie bij katalytische hydrogenering. Wanneer palladiumpoeder wordt aangebracht op een vaste drager van fijn verdeeld koolstof, dan is het katalytisch oppervlak groter, waardoor de reactie sneller doorgaat. Het wordt eveneens aangewend als katalysator in de Suzuki-reactie, de Stille-reactie en andere gerelateerde reacties.

## Synthese
Palladium op koolstof is een commercieel verkrijgbare stof met CAS-nummer 7440-05-3. Het kan bereid worden in een laboratorium door palladium(II)chloride en waterstofchloride toe te voegen aan geactiveerde koolstof, die gewassen is met salpeterzuur. Deze suspensie wordt licht-basisch gemaakt met 30% natriumhydroxide, gedroogd en het tweewaardig positieve palladium wordt gereduceerd tot palladium(0) met waterstofgas. De droge stof wordt nu nog verder gedroogd in de lucht en daarna over kaliumhydroxide als droogmiddel geleid. Het palladiumgehalte bedraagt tussen 5 en 10%.

## Toxicologie en veiligheid
Palladium op koolstof is onder sommige omstandigheden pyrofoor. Tevens moet de katalysator zo droog mogelijk worden bewaard, bijvoorbeeld in een desiccator.